# گروب (امرانگ)
گروب (به آلمانی: Grub) یک منطقهٔ مسکونی در آلمان است که در آمرانگ واقع شده‌است.